# Cantón de La Chapelle-en-Vercors
El cantón de La Chapelle-en-Vercors era una división administrativa francesa, que estaba situada en el departamento de Drôme y la región de Ródano-Alpes.

## Composición
El cantón estaba formado por cinco comunas:
- La Chapelle-en-Vercors
- Saint-Agnan-en-Vercors
- Saint-Julien-en-Vercors
- Saint-Martin-en-Vercors
- Vassieux-en-Vercors

## Supresión del cantón de La Chapelle-en-Vercors
En aplicación del Decreto nº 2014-191 de 20 de febrero de 2014, el cantón de La Chapelle-en-Vercors fue suprimido el 22 de marzo de 2015 y sus 5 comunas pasaron a formar parte del nuevo cantón de Vercors-Montes Matutinos.